# Bob Azzam
George Wadie Azzam, conocido como Bob Azzam (Alejandría, Egipto; 24 de octubre de 1925-Mónaco; 24 de julio de 2004) fue un cantante de origen libanés.

## Trayectoria
Inició su carrera en Italia, con su orquesta, a finales de los años 1950. En 1960, grabó dos canciones con ritmos orientales que le hicieron famoso: «Fais-moi du couscous» (Prepárame un cuscús), que llegó a ser muy popular en Francia y en algunos otros países francófonos, y «Ya Mustapha»  ('يا مصطفى), que fue un éxito internacional y es una de las canciones árabes más conocidas en Occidente. 
Bob Azzam publicó unos cincuenta discos en formato E.P..
Después de una serie de giras con su orquesta, creó un club nocturno en Ginebra, Suiza.